# Uropoda kaszabi
Uropoda kaszabi es una especie de arácnido del orden Mesostigmata de la familia Uropodidae.

## Distribución geográfica
Se encuentra en Argentina, Paraguay y Brasil.